# 富津市
富津市（ふっつし）は、千葉県の南部に位置する市。
都市雇用圏における東京都市圏。富津岬から南へ続く海岸部は南房総国定公園に指定されている。世界最大級の火力発電所・富津火力発電所を有する。

## 概要
マザー牧場や富津岬、鋸山などで知られており、海と山々に囲まれた自然豊富な観光都市。関東の富士見百景「富津市からの富士」に選定されている。
木更津港富津地区に位置し、電力、金属製品、一般機械器具製造業などの立地が計画されている。地区内には富津火力発電所が稼働しておりエネルギー供給基地としても重要な役割を果たしている。火力発電所としては日本最大級の総出力であり、世界でも最大級の火力発電所である。
富津岬から北側は京葉工業地帯となっているが、南側は南房総国定公園に指定され、フェリーターミナルの浜金谷港や上総湊港（地方港湾）、多くの漁港を有する。

## 地理

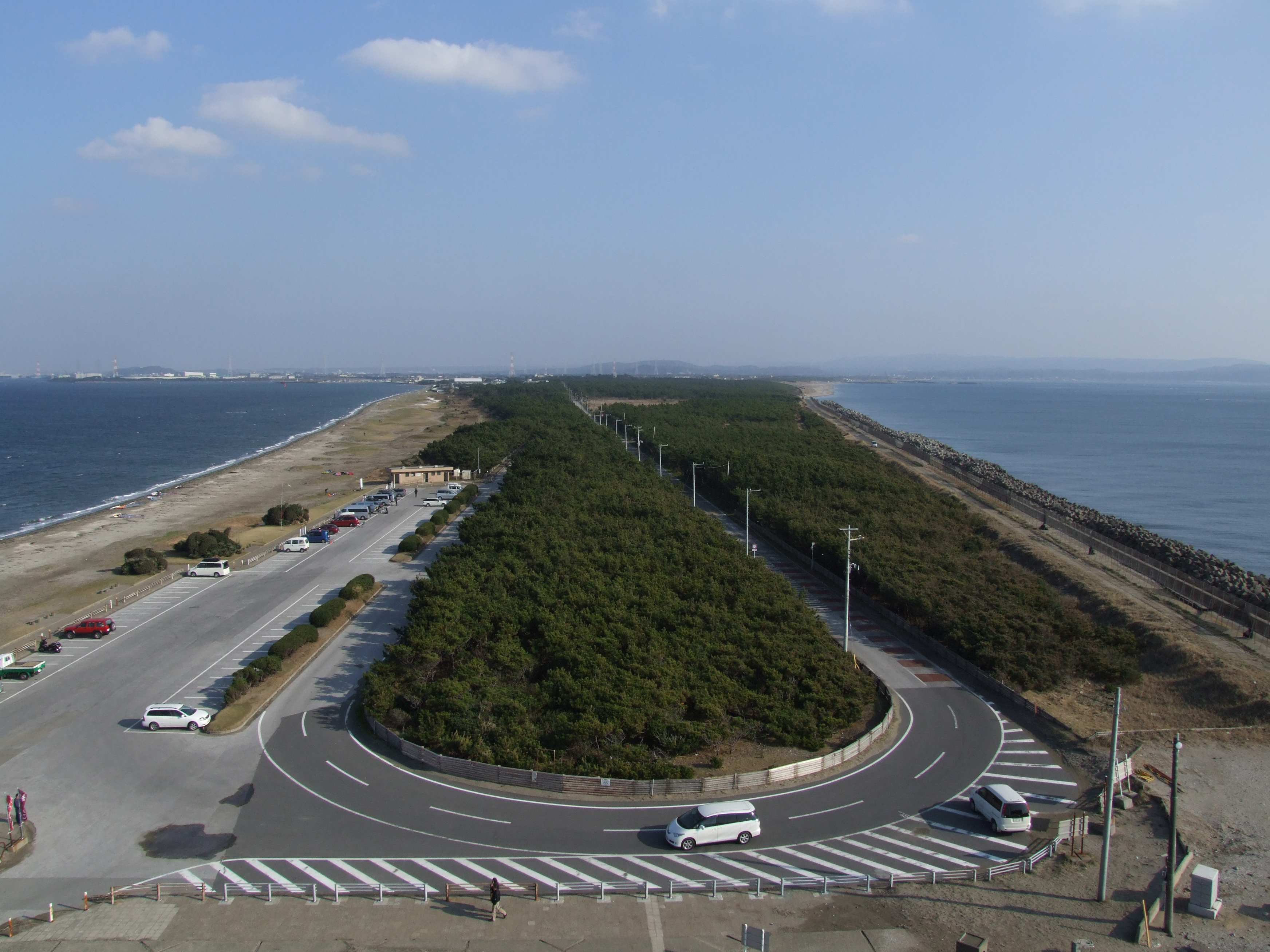
富津岬

千葉県南部に位置し、県庁所在地の千葉市から約40キロメートルの距離で、東京都の都心からは40 - 50キロメートル圏内である。都市雇用圏における東京都市圏に含まれる。なお、東京都（特に東京国際空港）や神奈川県からは東京湾アクアライン若しくは東京湾フェリーを利用した場合が移動距離の短縮となる。
関東平野に含まれ、東京湾（内房）に面し、北部沿岸には富津岬が突き出しているのが特徴である。内陸部には房総丘陵を抱える。
- 山：鋸山、高宕山、三舟山、鬼泪山
- 岬：富津岬、磯根崎、明鐘岬
- 河川：湊川、白狐川

### 隣接している自治体
- 君津市
- 鴨川市
- 安房郡：鋸南町
- 神奈川県：横須賀市（東京湾フェリーを介して隣接）

## 人口
平成27年国勢調査より前回調査からの人口増減をみると、5.14%減の45,601人であり、増減率は千葉県下54市町村中36位、60行政区域中42位。
| |                                        |  |
| 富津市と全国の年齢別人口分布（2005年） | 富津市の年齢・男女別人口分布（2005年） |  |
| ■紫色 ― 富津市 ■緑色 ― 日本全国 | ■青色 ― 男性 ■赤色 ― 女性              |  |
| 富津市（に相当する地域）の人口の推移 \| 1970年（昭和45年） \| 52,034人 \| \| \| 1975年（昭和50年） \| 56,653人 \| \| \| 1980年（昭和55年） \| 56,102人 \| \| \| 1985年（昭和60年） \| 56,777人 \| \| \| 1990年（平成2年） \| 54,876人 \| \| \| 1995年（平成7年） \| 54,273人 \| \| \| 2000年（平成12年） \| 52,839人 \| \| \| 2005年（平成17年） \| 50,162人 \| \| \| 2010年（平成22年） \| 48,073人 \| \| \| 2015年（平成27年） \| 45,601人 \| \| \| 2020年（令和2年） \| 42,465人 \| \| |                                        |  |
| 総務省統計局 国勢調査より |                                        |  |
| 1970年（昭和45年） | 52,034人                               |  |
| 1975年（昭和50年） | 56,653人                               |  |
| 1980年（昭和55年） | 56,102人                               |  |
| 1985年（昭和60年） | 56,777人                               |  |
| 1990年（平成2年） | 54,876人                               |  |
| 1995年（平成7年） | 54,273人                               |  |
| 2000年（平成12年） | 52,839人                               |  |
| 2005年（平成17年） | 50,162人                               |  |
| 2010年（平成22年） | 48,073人                               |  |
| 2015年（平成27年） | 45,601人                               |  |
| 2020年（令和2年） | 42,465人                               |  |

## 歴史
市名の由来は日本武尊伝説によるものとされている。嵐を静めるために海に投身した弟橘姫の袖が海岸に流れ着いたことに由来する（布流津）。この布流津（ふるつ）が転じて富津になったとされている。一方、袖が流れ着いた地名は袖ヶ浦で、「布流津」の「布」は弟橘姫の腰巻が小糸川の飯野の地に流れ着いたことに由来するとの説もある。
市域には縄文時代・弥生時代からの遺跡が数多く分布する。房総半島では古墳時代を通じて古墳が数多く分布しているが、市域では5世紀中頃の内裏塚古墳を頂点とする内裏塚古墳群の存在があり、埴輪や金銅製品などの副葬品が出土している。また、古墳後期の横穴式石室を持つ後期古墳も分布する。
律令制下では上総国天羽郡全域・周淮郡の一部に属する。平安時代後期には、治承・寿永の乱において1180年（治承4年）に源頼朝が平家方に敗退して安房国へ渡っており、市域にも関係する伝承が残されている。鎌倉時代には称名寺の寺領があり、古戸（富津）の地から年貢の輸送が行われた。戦国期には佐貫城を拠点とする真里谷武田氏や房総へ進出する安房里見氏が支配した。1567年（永禄10年）には、隣接する君津市との境界にあたる三船山において里見氏と北条氏の合戦が行われた（三船山合戦）。
1953年（昭和28年）4月4日、富津海岸で全国植樹祭が行われた。昭和天皇、香淳皇后の行幸啓もあり、クロマツの苗をお手植えした。
また同年5月21日、地元民が引き上げた爆雷が解体中に爆発。死者2人、重傷2人、家屋全半壊10戸。
1973年（昭和48年）、市外局番が0478から0439に変更。
1979年（昭和５４年）、統一地方選挙のタイミングで市長選挙が実施される。4月22日に投開票が行われたが、5人の立候補者がいずれも有効投票数の4分の1を得られなかったため全員が落選。6月17日投開票の再選挙には3人が立候補し、現職が再選した。なお、地方自治体の首長選挙において、法定得票に達する候補者が存在しなかったことを理由とする再選挙の実施は公職選挙法施行以降では本事例が初めてとなった。また、再選となった現職の白井長治は最初の選挙の時点では3番目の得票だったため、再選挙において当選する「逆転勝利」にもなった。
2016年6月1日、防災行政無線放送等変更。

### 沿革
現在の富津市は1971年に新設合併で誕生した3代目の富津町が市制施行したものであるが、ここでは前身となった旧富津村、旧富津町についても述べる。2代目富津町までは旧周淮郡内の小さな町にすぎなかったが、3代目富津町が旧天羽郡全域を町域に収めたことで現在の市域が成立した。
- 1889年（明治22年）4月1日 - 町村制施行により富津村、川名村、篠部村、新井村が合併し、周淮郡富津村が発足。
- 1897年（明治30年）4月1日 - 周淮郡が統合されて君津郡が成立。
- 1897年（明治30年）12月1日 - 町制を施行し富津町（初代）を新設。
- 1955年（昭和30年）3月31日 - 青堀町、飯野村と合併し、改めて富津町（2代目）を新設。
- 1971年（昭和46年）
  - 4月25日 - 大佐和町、天羽町と合併し、改めて富津町（3代目）を新設。
  - 9月1日 - 市制を施行し、富津市となる。

|                |   |                |                |                |                |                |                |                |                |                |                |                |                |                |            |            |          |          |          |          |        |        |   |        |
| 周准郡青堀村   | A | 君津郡青堀村   | 君津郡青堀村   | 君津郡青堀村   | 君津郡青堀村   | 君津郡青堀村   | D              | 青堀町         | 青堀町         | 青堀町         | 青堀町         | 青堀町         | 青堀町         | 青堀町         | H          |            |          |          |          |          |        |        | L | 富津市 |
| 周准郡飯野村   | A | 君津郡飯野村   | 君津郡飯野村   | 君津郡飯野村   | 君津郡飯野村   | 君津郡飯野村   | 君津郡飯野村   | 君津郡飯野村   | 君津郡飯野村   | 君津郡飯野村   | 君津郡飯野村   | 君津郡飯野村   | 君津郡飯野村   | 君津郡飯野村   | H          |            |          |          |          |          |        |        | L | 富津市 |
| 周准郡富津村   | A | 君津郡富津村   | B              | 富津町         | 富津町         | 富津町         | 富津町         | 富津町         | 富津町         | 富津町         | 富津町         | 富津町         | 富津町         | 富津町         | 富津町     | 富津町     | 富津町   | 富津町   | 富津町   | 富津町   | 富津町 | 富津町 | L | 富津市 |
| 天羽郡大貫村   | A | 君津郡大貫村   | 君津郡大貫村   | 君津郡大貫村   | C              | 大貫町         | 大貫町         | 大貫町         | 大貫町         | 大貫町         | 大貫町         | 大貫町         | G              | 大佐和町       | 大佐和町   | 大佐和町   | 大佐和町 | 大佐和町 | 大佐和町 | 大佐和町 | K      |        | L | 富津市 |
| 天羽郡吉野村   | A | 君津郡吉野村   | 君津郡吉野村   | 君津郡吉野村   | 君津郡吉野村   | 君津郡吉野村   | 君津郡吉野村   | 君津郡吉野村   | 君津郡吉野村   | 君津郡吉野村   | F              |                | G              | 大佐和町       | 大佐和町   | 大佐和町   | 大佐和町 | 大佐和町 | 大佐和町 | 大佐和町 | K      |        | L | 富津市 |
| 天羽郡佐貫町   | A | 君津郡佐貫町   | 君津郡佐貫町   | 君津郡佐貫町   | 君津郡佐貫町   | 君津郡佐貫町   | 君津郡佐貫町   | 君津郡佐貫町   | 君津郡佐貫町   | 君津郡佐貫町   | 君津郡佐貫町   | 君津郡佐貫町   | G              | 大佐和町       | 大佐和町   | 大佐和町   | 大佐和町 | 大佐和町 | 大佐和町 | 大佐和町 | K      |        | L | 富津市 |
| 天羽郡湊町     | A | 君津郡湊町     | 君津郡湊町     | 君津郡湊町     | 君津郡湊町     | 君津郡湊町     | 君津郡湊町     | 君津郡湊町     | 君津郡湊町     | 君津郡湊町     | 君津郡湊町     | 君津郡湊町     | 君津郡湊町     | 君津郡湊町     | H          | 天羽町     | 天羽町   | 天羽町   | 天羽町   | 天羽町   | K      |        | L | 富津市 |
| 天羽郡天神山村 | A | 君津郡天神山村 | 君津郡天神山村 | 君津郡天神山村 | 君津郡天神山村 | 君津郡天神山村 | 君津郡天神山村 | 君津郡天神山村 | 君津郡天神山村 | 君津郡天神山村 | 君津郡天神山村 | 君津郡天神山村 | 君津郡天神山村 | 君津郡天神山村 | H          | 天羽町     | 天羽町   | 天羽町   | 天羽町   | 天羽町   | K      |        | L | 富津市 |
| 天羽郡竹岡村   | A | 君津郡竹岡村   | 君津郡竹岡村   | 君津郡竹岡村   | 君津郡竹岡村   | 君津郡竹岡村   | 君津郡竹岡村   | 君津郡竹岡村   | 君津郡竹岡村   | 君津郡竹岡村   | 君津郡竹岡村   | 君津郡竹岡村   | 君津郡竹岡村   | 君津郡竹岡村   | H          | 天羽町     | 天羽町   | 天羽町   | 天羽町   | 天羽町   | K      |        | L | 富津市 |
| 天羽郡金谷村   | A | 君津郡金谷村   | 君津郡金谷村   | 君津郡金谷村   | 君津郡金谷村   | 君津郡金谷村   | 君津郡金谷村   | 君津郡金谷村   | 君津郡金谷村   | 君津郡金谷村   | 君津郡金谷村   | 君津郡金谷村   | 君津郡金谷村   | 君津郡金谷村   | H          | 天羽町     | 天羽町   | 天羽町   | 天羽町   | 天羽町   | K      |        | L | 富津市 |
| 天羽郡環村     | A | 君津郡環村     | 君津郡環村     | 君津郡環村     | 君津郡環村     | 君津郡環村     | 君津郡環村     | 君津郡環村     | 君津郡環村     | 君津郡環村     | 君津郡環村     | 君津郡環村     | 君津郡環村     | 君津郡環村     | 君津郡環村 | 君津郡環村 | I        | 峰上村   | J        |          | K      |        | L | 富津市 |
| 天羽郡駒山村   | A | 君津郡駒山村   | 君津郡駒山村   | 君津郡駒山村   | 君津郡駒山村   | 君津郡駒山村   | 君津郡駒山村   | 君津郡駒山村   | 君津郡駒山村   | 君津郡駒山村   | F              |                |                |                |            |            | I        | 峰上村   | J        |          | K      |        | L | 富津市 |
| 天羽郡関村     | A | 君津郡関村     | 君津郡関村     | 君津郡関村     | 君津郡関村     | 君津郡関村     | 君津郡関村     | 君津郡関村     | E              | 関豊村         | 関豊村         | 関豊村         | 関豊村         | 関豊村         | 関豊村     | 関豊村     | I        | 峰上村   | J        |          | K      |        | L | 富津市 |
| 天羽郡豊岡村   | A | 君津郡豊岡村   | 君津郡豊岡村   | 君津郡豊岡村   | 君津郡豊岡村   | 君津郡豊岡村   | 君津郡豊岡村   | 君津郡豊岡村   | E              | 関豊村         | 関豊村         | 関豊村         | 関豊村         | 関豊村         | 関豊村     | 関豊村     | I        | 峰上村   | J        |          | K      |        | L | 富津市 |
|                |   |                |                |                |                |                |                |                |                |                |                |                |                |                |            |            |          |          |          |          |        |        |   |        |

## 行政

### 市長
- 高橋恭市（2016年10月6日就任、3期目[9]）

#### 歴代市長
特記なき場合『日本の歴代市長 : 市制施行百年の歩み』などによる。
| 代 | 氏名       | 就任                      | 退任                     | 備考         |
| -- | ---------- | ------------------------- | ------------------------ | ------------ |
| 1  | 佐久間清   | 1971年（昭和46年）9月1日  | 1975年（昭和50年）       |              |
| 2  | 白井長治   | 1975年（昭和50年）5月14日 | 1983年（昭和58年）       |              |
| 3  | 黒坂正則   | 1983年（昭和58年）1月30日 | 1995年（平成7年）        |              |
| 4  | 野口岡治   | 1995年（平成7年）1月      | 1996年（平成8年）8月20日 | 在任中に死去 |
| 5  | 白井貫     | 1996年（平成8年）10月     | 2004年（平成16年）       |              |
| 6  | 佐久間清治 | 2004年（平成16年）10月7日 | 2016年（平成28年）       |              |
| 7  | 高橋恭市   | 2016年（平成28年）10月6日 | 現職                     |              |

### 警察・消防
- 千葉県富津警察署
- 富津市消防本部

### 立法

#### 県政
- 千葉県議会
- 選挙区：富津市選挙区
- 定数：1名

#### 国政
- 衆議院
  - 選挙区：全域が千葉県第12区に属する。
- 参議院
  - 選挙区：千葉県選挙区に属する。

## 経済

### 商業

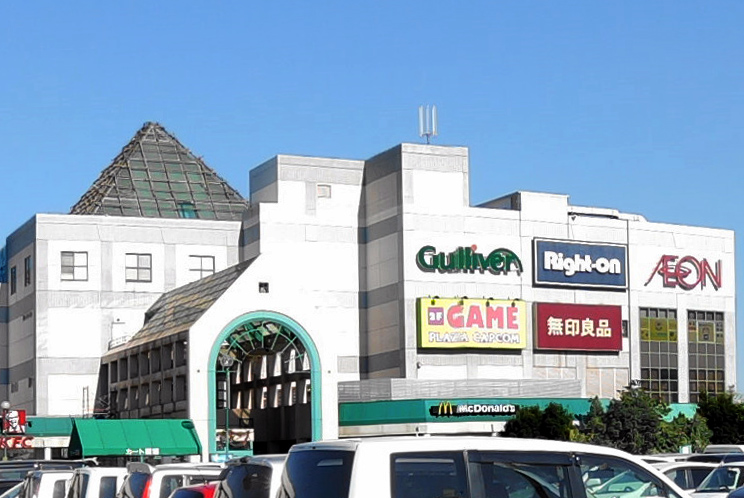
イオンモール富津

観光業が盛んであり、それに伴う消費活動は多い。商業施設などの大型店は、ロードサイド型店舗が多い。

#### 商業施設
- イオンモール富津

### 工業
木更津港湾に係る基幹産業（大規模施設）として、発電所を有する。
- 富津火力発電所

### 漁業
海苔やアサリ、バカガイ（アオヤギ）など海産物の産地となっている。
- 第2種漁港
  - 富津漁港（ふっつ - ）
- 第1種漁港
  - 金谷漁港（かなや - ）
  - 萩生漁港（はぎゅう - ）
  - 竹岡漁港（たけおか - ）
  - 佐貫漁港（さぬき - ）
  - 大貫漁港（おおぬき - ）
  - ※小糸川漁港（こいとがわ - ） - 君津市に位置するが漁業協同組合は富津

## 姉妹都市・提携都市
日本国内
- 甲州市（山梨県）

日本国外
- カールスバッド市（アメリカ合衆国カリフォルニア州）
1988年10月25日に富津市において、カールスバッド市、富津市両市長により調印式が行なわれ姉妹都市提携が成立した。

## 地域

### 教育

#### 高等学校
- 千葉県立君津商業高等学校
- 千葉県立天羽高等学校

#### 中学校
- 富津市立富津中学校
- 富津市立大佐和中学校
- 富津市立天羽中学校

#### 小学校
- 富津市立富津小学校
- 富津市立青堀小学校
- 富津市立飯野小学校
- 富津市立天羽小学校
- 富津市立大貫小学校
- 富津市立吉野小学校
- 富津市立佐貫小学校
- 富津市立環小学校

#### 図書館
- 富津市立図書館

## 交通

### 鉄道路線
- 東日本旅客鉄道（JR東日本）
  - ■ 内房線
    - 青堀駅 - 大貫駅 - 佐貫町駅 - 上総湊駅 - 竹岡駅 - 浜金谷駅

乗車人員が最も多いのは青堀駅。市役所に近い駅は大貫駅である。

#### ロープウェー
- 鋸山ロープウェー
  - 鋸山山麓駅 - 鋸山山頂駅

### バス路線

#### 高速バス
- 東京ルート（君津線）（日東交通・京成バス）

青堀駅 - 君津駅南口 ⇔ バスターミナル東京八重洲 / 東雲車庫（東京湾アクアライン経由）
- 東京ルート（館山線）【房総なのはな号】（日東交通・JRバス関東）

館山 - 国道竹岡 - 上総湊駅前 - 国道富津浅間山 ⇔ 東京駅（降車は日本橋口、乗車は八重洲南口）（東京湾アクアライン経由）
館山 - 富津浅間山バスストップ ⇔ 東京駅（降車は日本橋口、乗車は八重洲南口）（東京湾アクアライン経由）
- 新宿ルート（館山線）【新宿なのはな号】（日東交通・JRバス関東）

館山 - 富津浅間山バスストップ ⇔ バスタ新宿（東京湾アクアライン経由）
- 羽田空港・横浜ルート（館山線）（日東交通・京浜急行バス）

館山 - 富津浅間山バスストップ ⇔ 羽田空港 - 横浜駅（東京湾アクアライン経由）
- 千葉ルート（館山線）【南総里見号】（日東交通・京成バス千葉イースト）

館山 - 富津浅間山バスストップ ⇔ 蘇我駅 - 千葉駅 - 千葉みなと駅（館山自動車道経由）

#### 路線バス
- 市内の路線バスは日東交通が運行している。

### 道路
- 高速道路
  - 館山自動車道（富津中央インターチェンジ - 富津竹岡インターチェンジ）
  - 富津館山道路（富津竹岡インターチェンジ - 富津金谷インターチェンジ）
- 一般国道
  - 国道16号
  - 国道127号
  - 国道465号
- 県道
  - 主要地方道
    - 千葉県道34号鴨川保田線
    - 千葉県道88号富津館山線
    - 千葉県道90号木更津富津線
    - 千葉県道91号竹岡インター線
    - 千葉県道93号久留里鹿野山湊線

  - 一般県道
    - 千葉県道157号大貫青堀線
    - 千葉県道158号君津青堀線
    - 千葉県道159号君津大貫線
    - 千葉県道163号小櫃佐貫停車場線
    - 千葉県道182号上畑湊線
    - 千葉県道236号上総湊停車場線
    - 千葉県道237号浜金谷停車場線
    - 千葉県道255号富津公園線
    - 千葉県道256号新舞子海岸線

### 船舶
- 浜金谷港
  - 東京湾フェリー（金谷 - 久里浜）

#### 港湾
- 重要港湾
  - 木更津港（富津地区）
- 地方港湾
  - 上総湊港
  - 浜金谷港
- その他
  - 富津新港
    - 旧：藤倉電線富津工場

## 名所・旧跡・観光スポット・祭事・催事

### 名所・旧跡

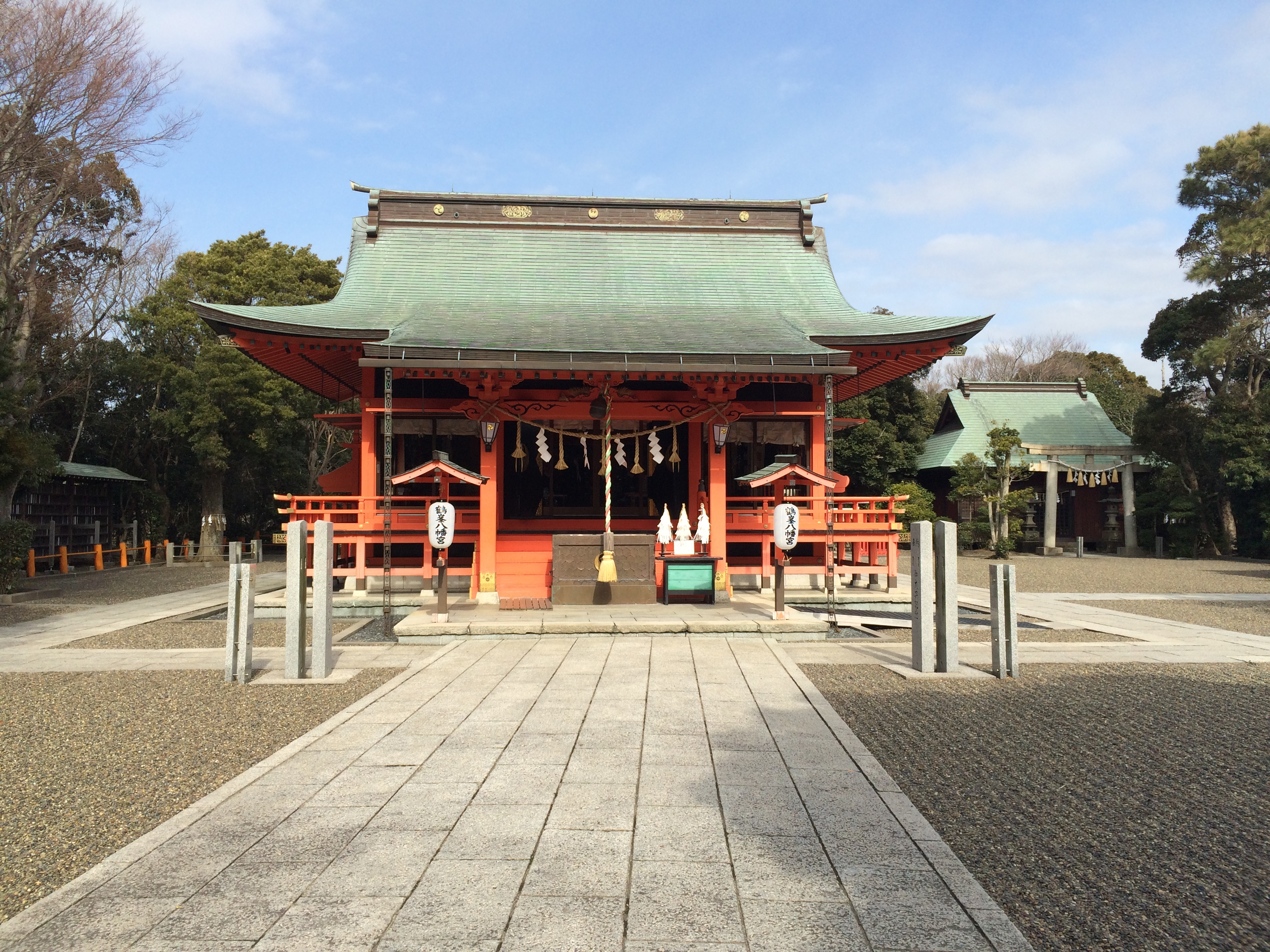
鶴峯八幡神社
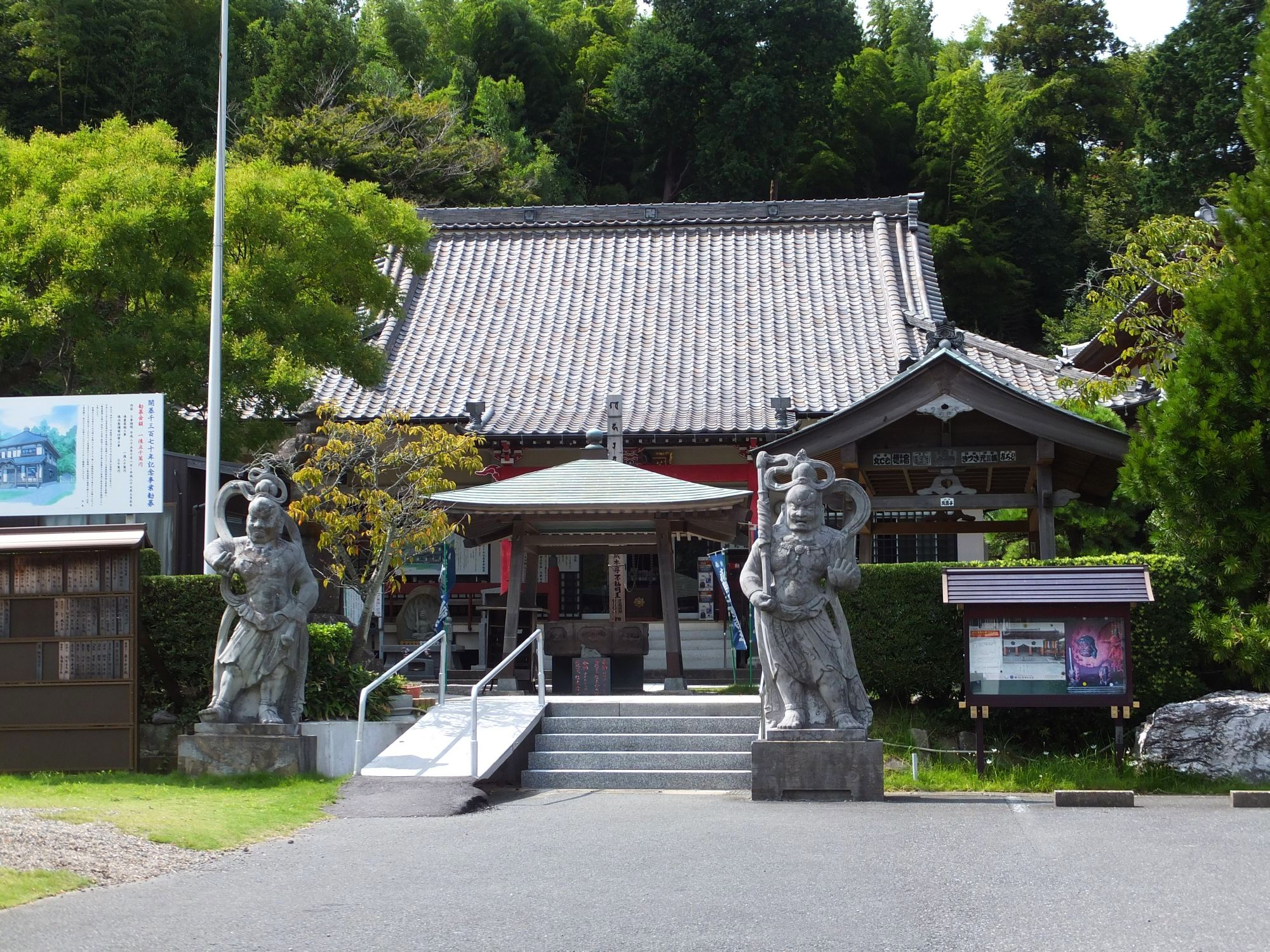
最上寺

- 普和山最上寺 - 関東三十六不動霊場の第32番
- 東京湾観音
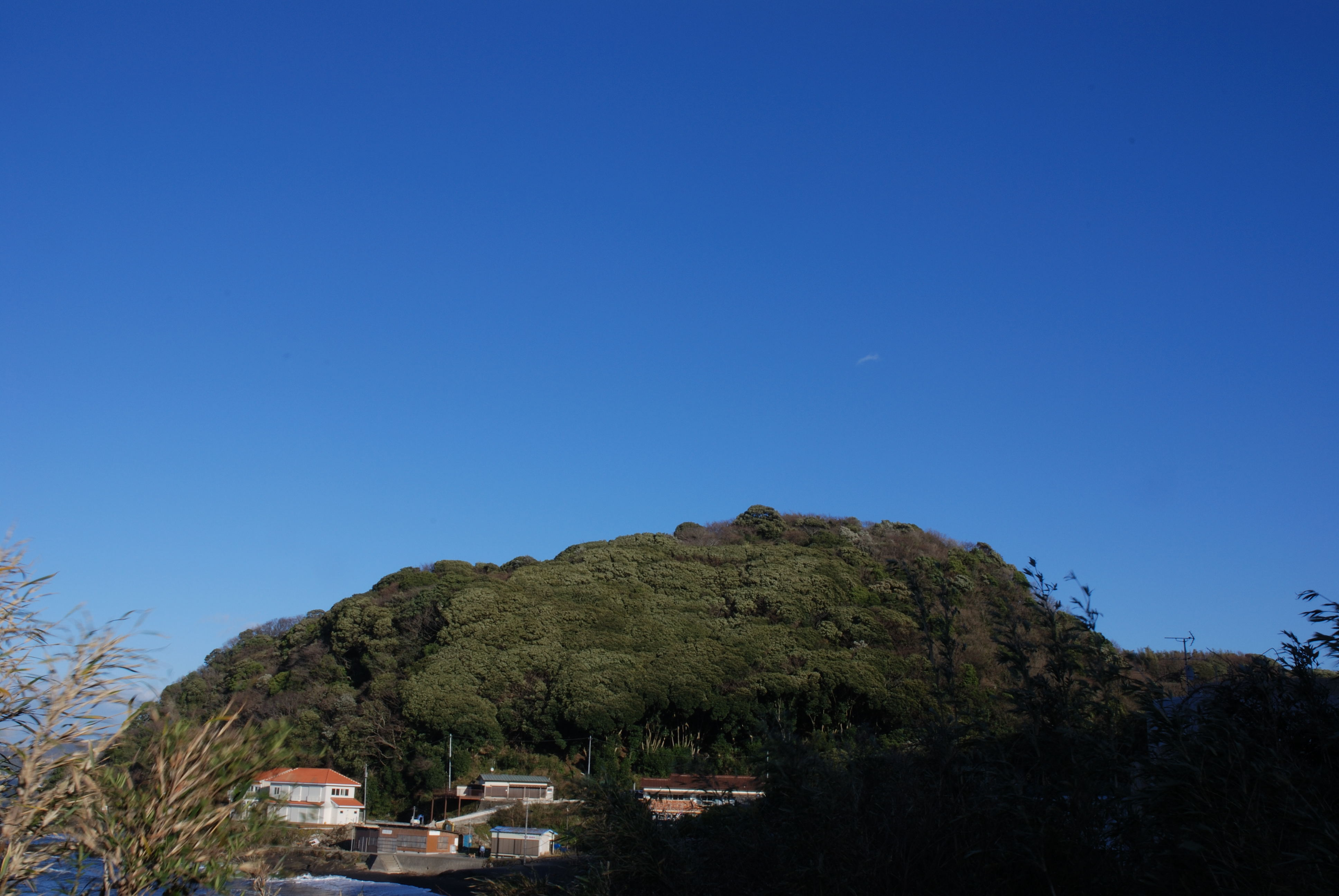
造海城
- 佐貫城跡
- 飯野陣屋跡
- 小久保陣
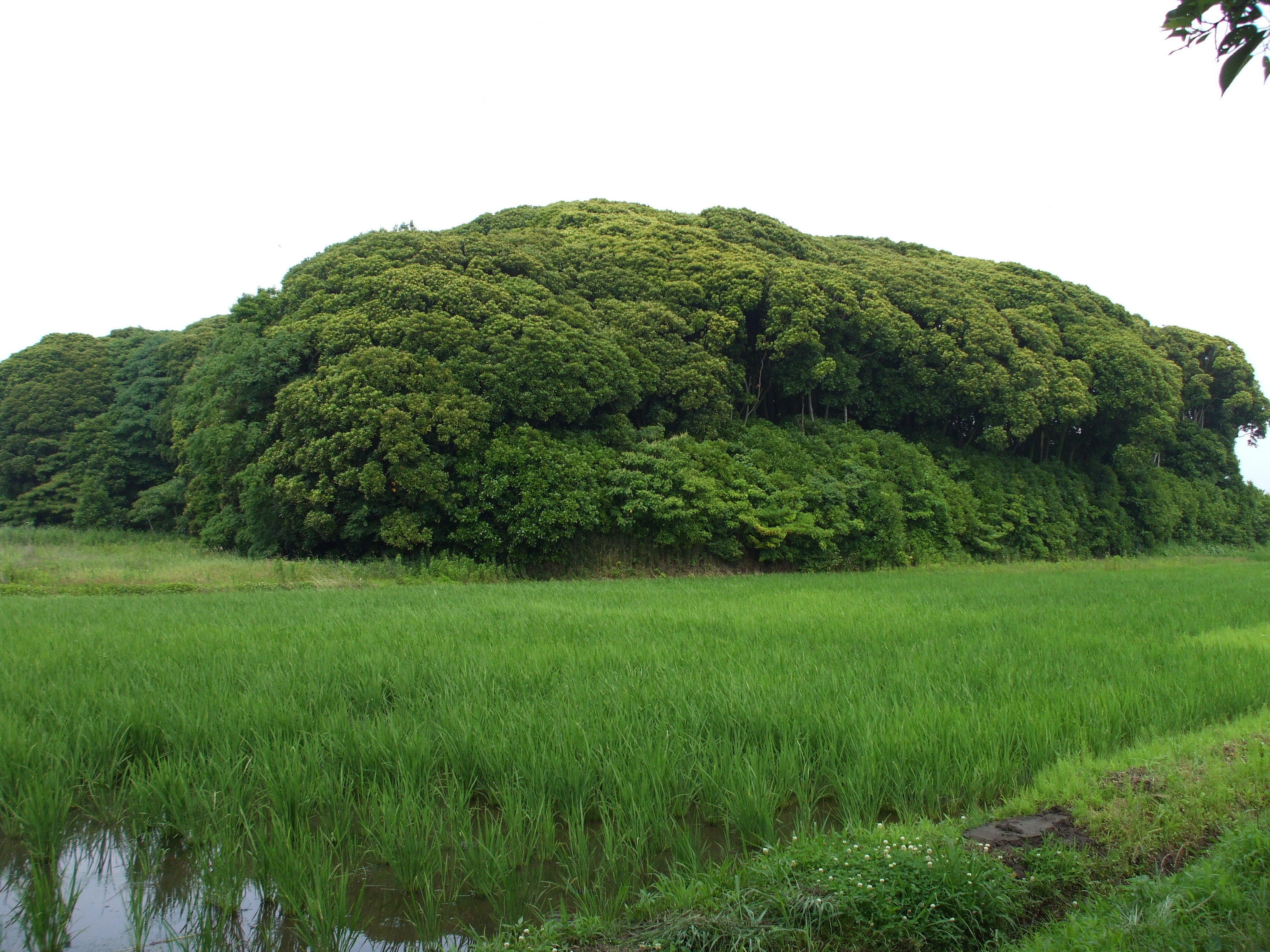
内裏塚古墳群
- 岩谷観音堂

- 鶴峯八幡神社
- 最上寺
- 造海城
- 内裏塚古墳群（稲荷山古墳）

### 観光スポット

#### 自然
- 房州アルプス
- 鋸山
  - 鋸山ロープウェー
- 鬼泪山
  - マザー牧場
- 高宕山
  - 高宕山自然動物園
  - 高宕渓谷
- 明鐘岬
- 黄金井戸（ヒカリモ発生地）
- 志駒不動の霊水
- 滝の不動の水
- 犬岩
- 梨沢・七ツ釜渓谷
- 戸面原ダム
- 富津公園

#### 施設
- 鋸山美術館（旧:金谷美術館）
- TEPCO新エネルギーパーク（休業中）
- 富津埋立記念館

#### 温泉
- 富津温泉
- 青堀温泉（青堀鉱泉）
- 鋸山金谷温泉
- 天然温泉 海辺の湯（宿泊施設）

#### 海水浴場
- 金谷海水浴場
- 竹岡海岸海水浴場
- 上総湊海水浴場
- 新舞子海水浴場
- 大貫中央海水浴場
- 富津海水浴場
- 津浜海水浴場（海水浴場開設休止中[14]）

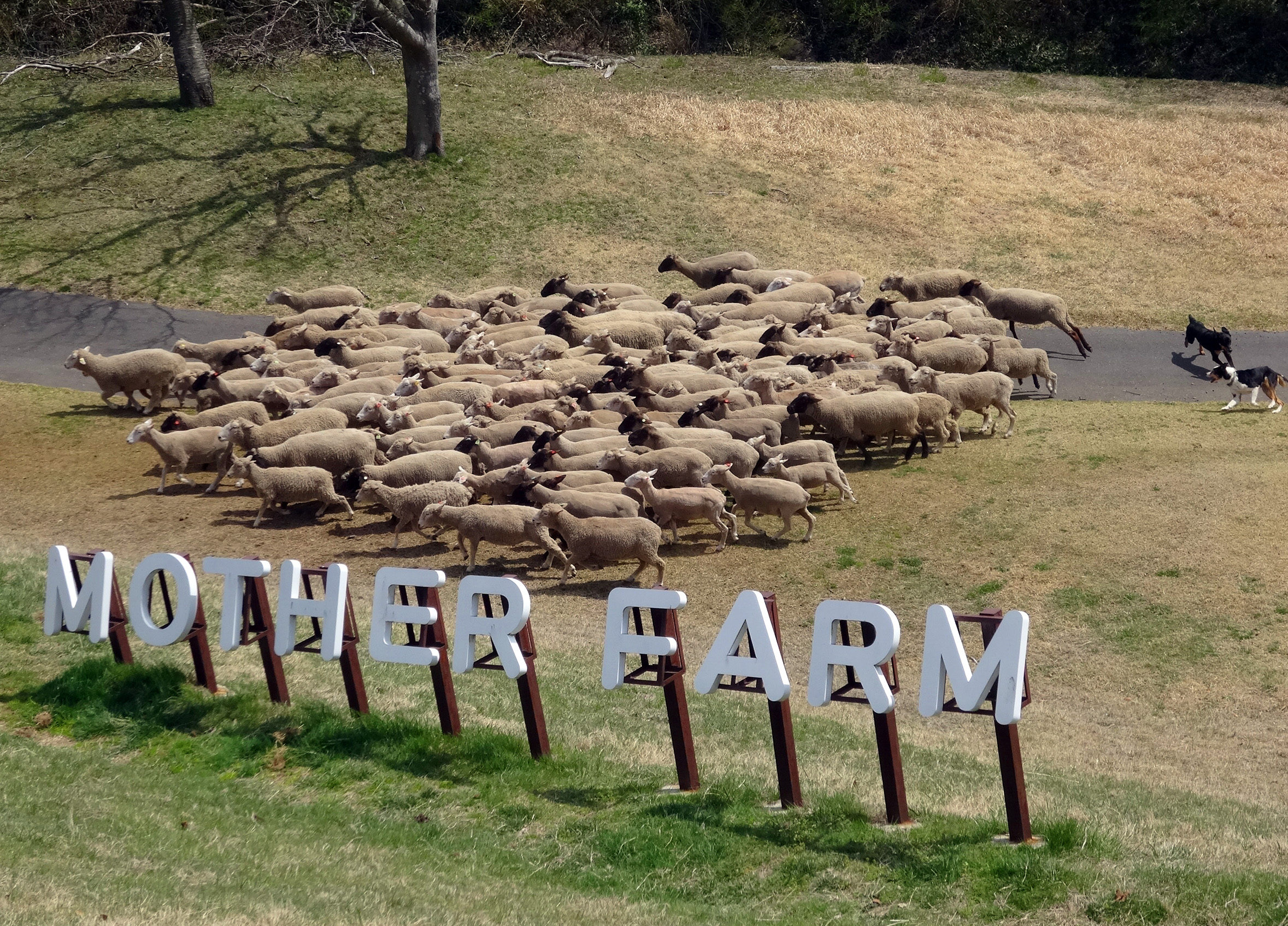
マザー牧場
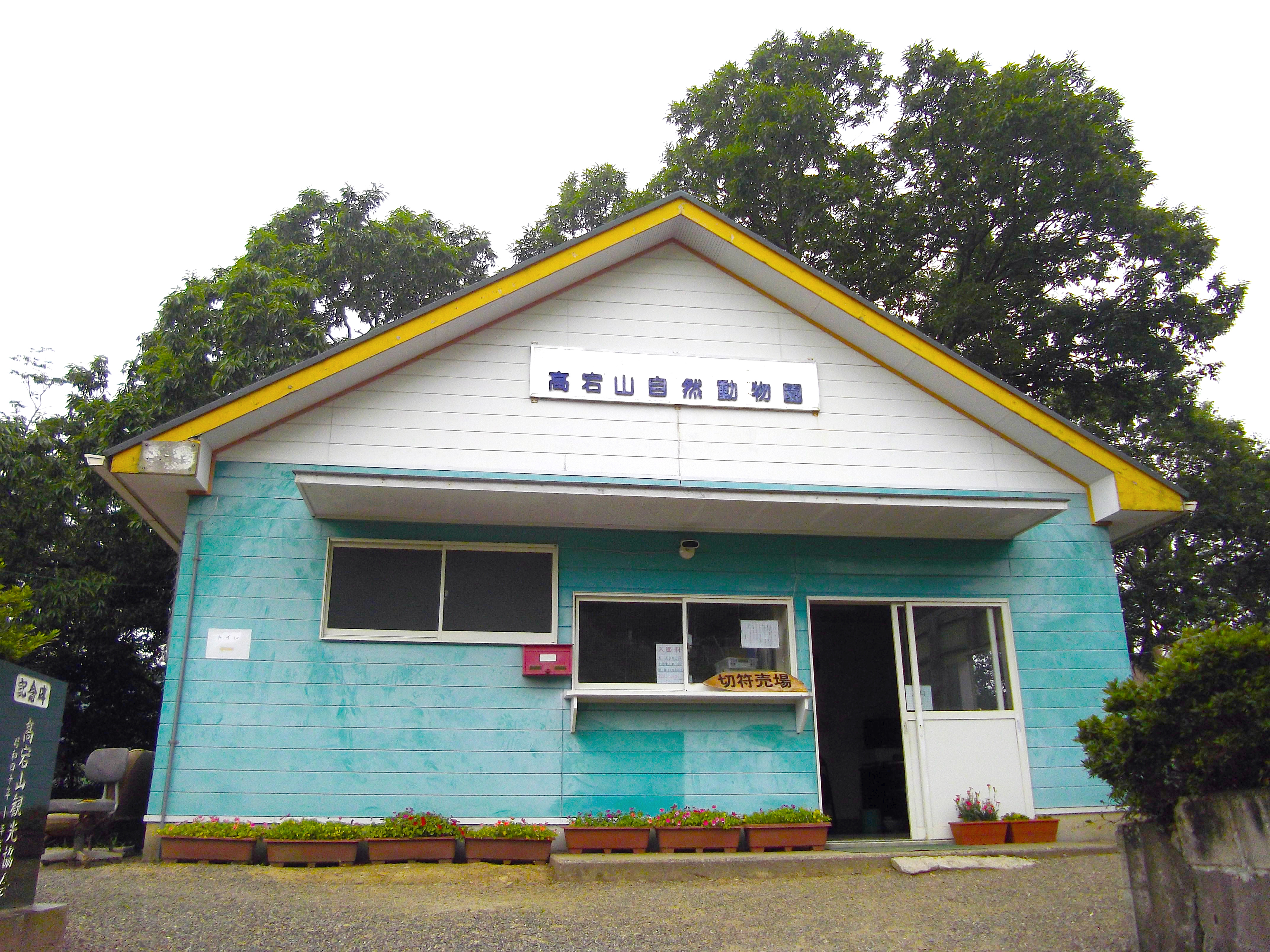
高宕山自然動物園
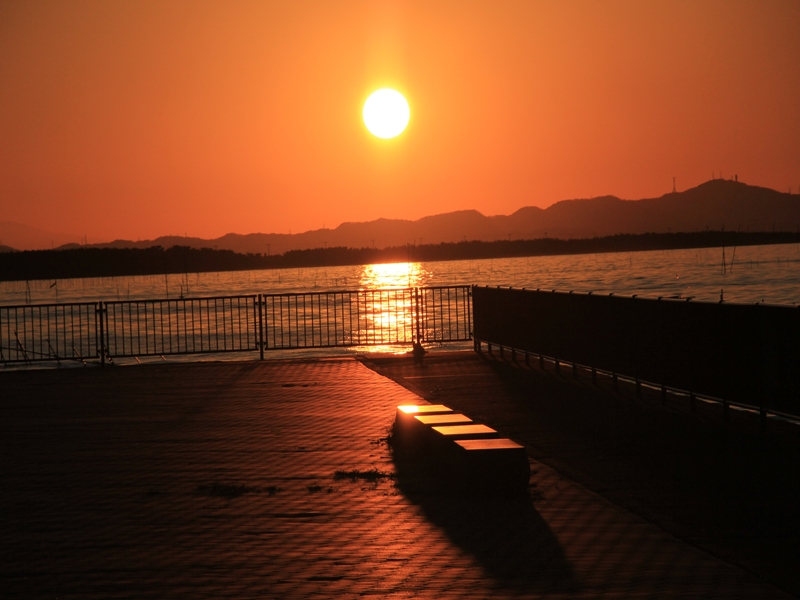
富津みなと公園
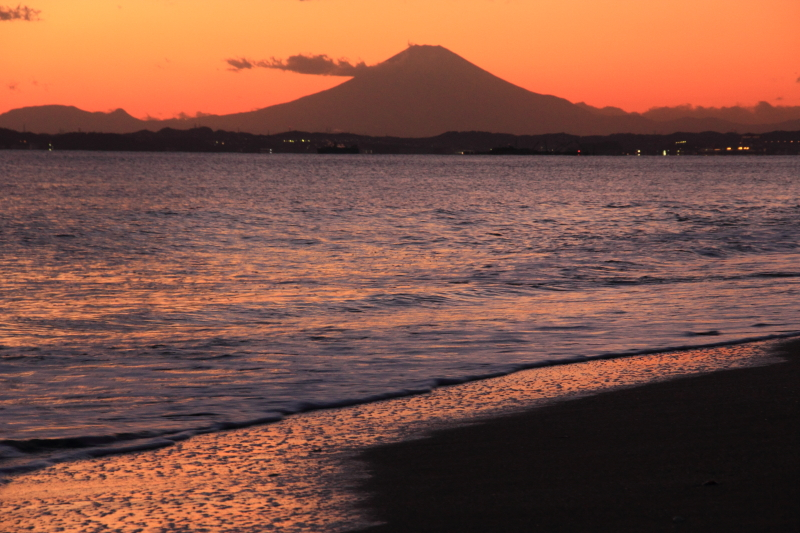
富津海水浴場
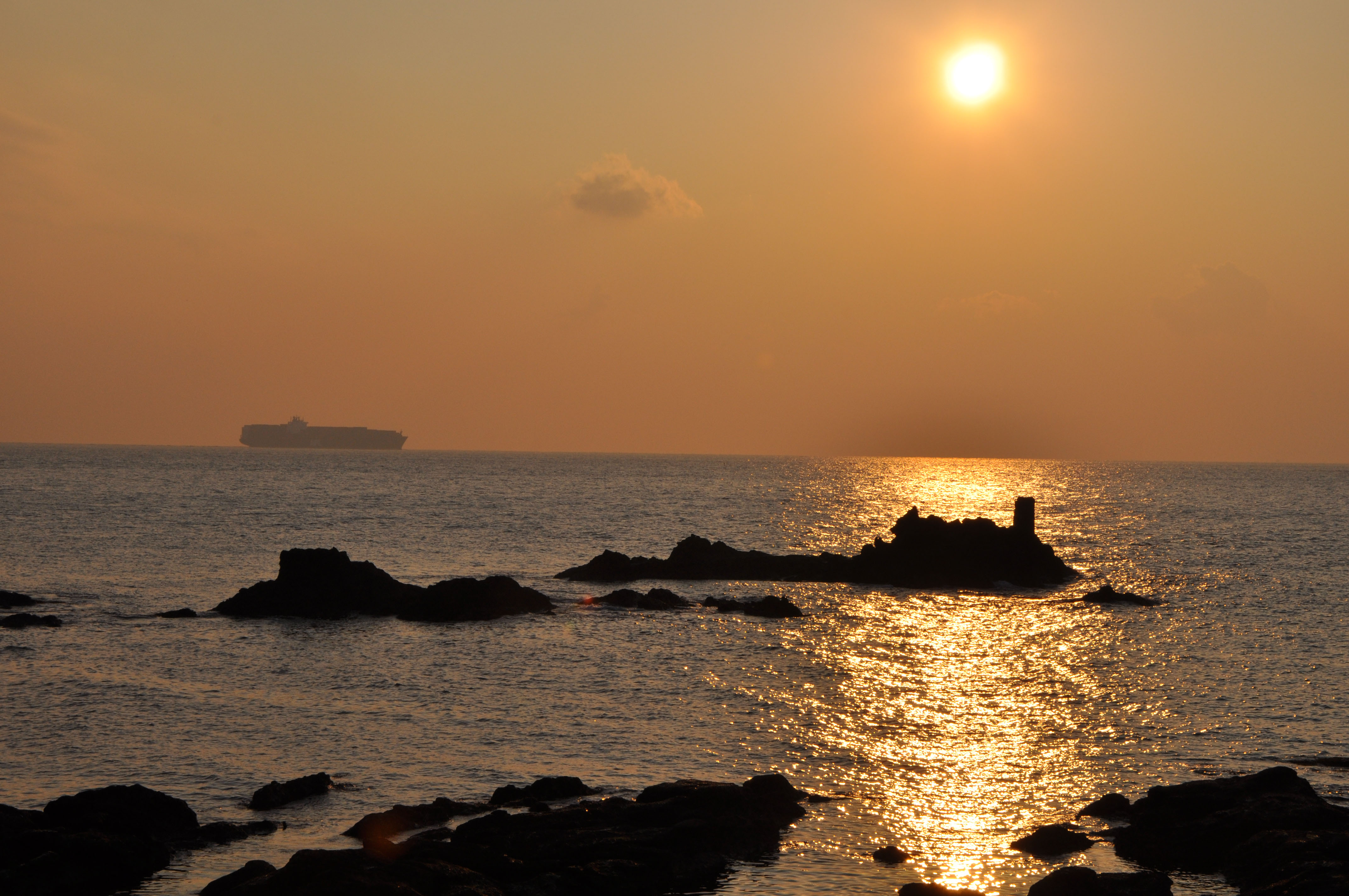
明鐘岬からの眺望
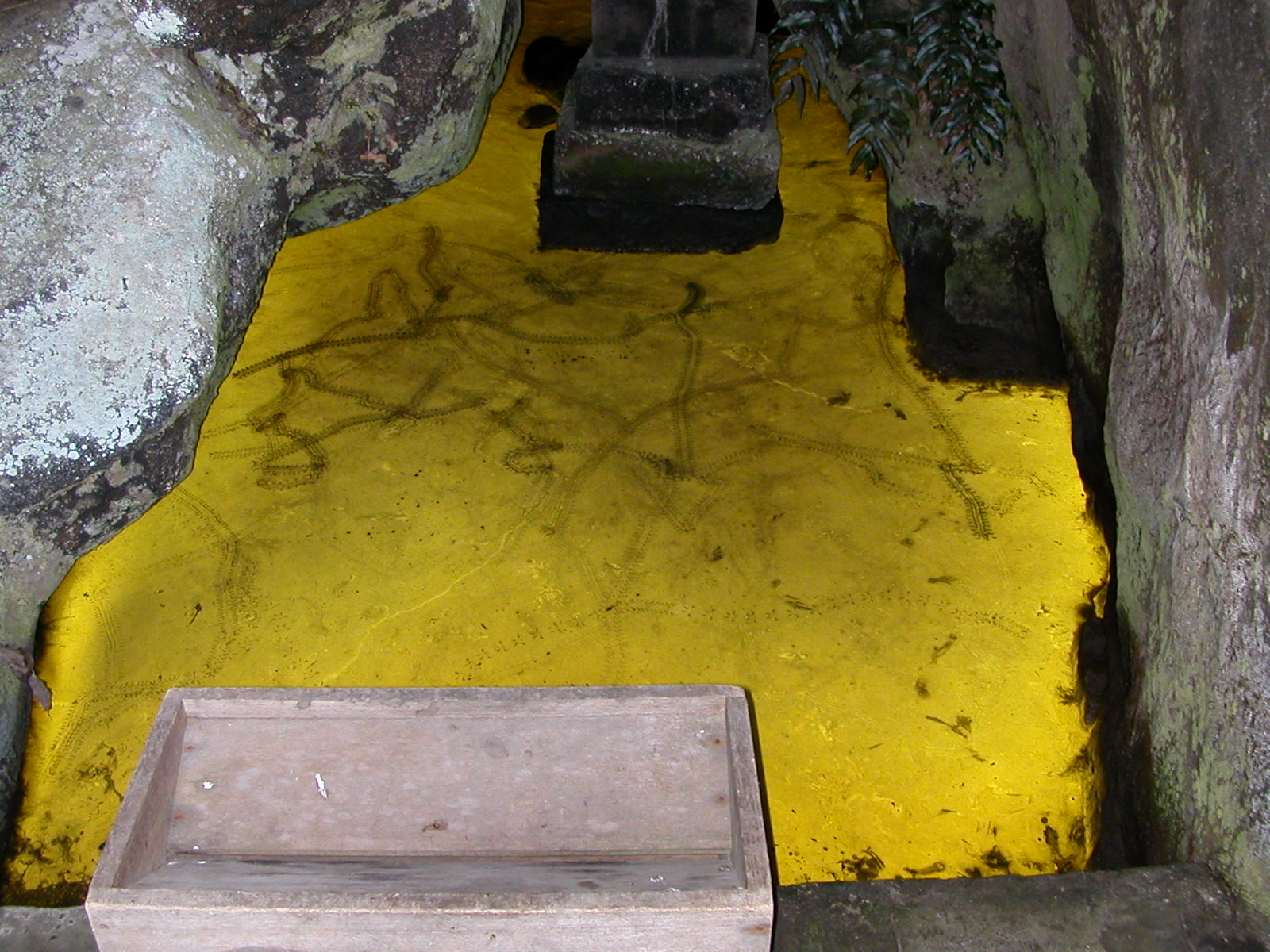
ヒカリモ発生地（黄金井戸）

### 祭事・催事
- 真福寺御影供（４月２１、２２日）
- 日本三大くも合戦（５月４日）フンチの横綱決定戦
- 浅間神社羯鼓舞（7月第1日曜日）
- 富津市民花火大会（7月第4土曜日）
- 富津ふるさとまつり（8月16日）
- 吾妻神社馬だしまつり（9月17日）
- JAきみつ富津地区農業まつり(前身・富津市産業まつり)（11月第2日曜日）
- 東日本大震災追悼花火in竹岡（3月11日前後）

### 名物・名産

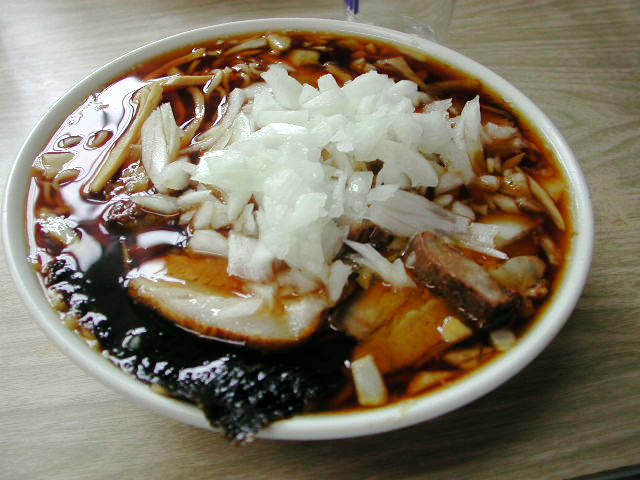
竹岡ラーメン（梅乃家）

- 竹岡ラーメン（ご当地ラーメン）
- はかりめ丼
- 海苔
- 鉄砲巻き

### 文化財
富津市の国・県指定および国登録文化財一覧。
| 番号 | 指定・登録 | 類別                     | 名称                             | 所在地                                         | 所有者または管理者 | 指定年月日       | 備考 |
| ---- | ---------- | ------------------------ | -------------------------------- | ---------------------------------------------- | ------------------ | ---------------- | ---- |
| 1    | 国指定     | 記念物（史跡）           | 弁天山古墳                       | 富津市小久保字弁天3017-1他                     | 富津市             | 昭和4年12月17日  |      |
| 2    | 国指定     | 記念物（史跡）           | 内裏塚古墳                       | 富津市二間塚1980他                             | 富津市他           | 平成14年9月20日  |      |
| 3    | 国指定     | 記念物（天然記念物）     | 竹岡のヒカリモ発生地             | 富津市萩生1176                                 | 皇神社             | 昭和3年11月30日  |      |
| 4    | 国指定     | 記念物（天然記念物）     | 高宕山のサル生息地               | 富津市大字豊岡字南八郎沢1283他                 | 国・他             | 昭和31年12月28日 |      |
| 5    | 県指定     | 有形文化財（建造物）     | 三柱神社本殿                     | 富津市竹岡4452                                 | 三柱神社           | 昭和48年3月2日   | 1棟  |
| 6    | 県指定     | 有形文化財（絵画）       | 絹本著色清涼殿八宗論図           | 富津市小久保2204                               | 真福寺             | 昭和56年3月13日  | 1幅  |
| 7    | 県指定     | 有形文化財（彫刻）       | 木造薬師如来立像                 | 富津市湊219                                    | 東明寺             | 昭和29年3月31日  | 1躯  |
| 8    | 県指定     | 有形文化財（彫刻）       | 木造阿弥陀如来坐像               | 富津市上530                                    | 道場寺             | 昭和53年2月28日  | 1躯  |
| 9    | 県指定     | 有形文化財（彫刻）       | 木造虚空蔵菩薩坐像               | 富津市岩坂242-2                                | 湊第七区（岩坂区） | 昭和54年3月2日   | 1躯  |
| 10   | 県指定     | 有形文化財（彫刻）       | 銅造釈迦如来及び両脇侍坐像       | 富津市篠部937                                  | 万福寺             | 昭和55年2月22日  | 3躯  |
| 11   | 県指定     | 有形文化財（工芸品）     | 釈迦涅槃図（万治元年在銘）       | 富津市竹岡349-1                                | 松翁院             | 昭和29年3月31日  | 1幅  |
| 12   | 県指定     | 有形文化財（考古資料）   | 金谷神社の大鏡鉄                 | 富津市金谷4020                                 | 金谷神社           | 昭和41年12月2日  | 1個  |
| 13   | 県指定     | 記念物（史跡）           | 織本花嬌の墓                     | 富津市富津36                                   | 大乗寺             | 昭和32年10月21日 |      |
| 14   | 県指定     | 記念物（史跡）           | 内裏塚古墳（国指定の史跡を参照） | 富津市二間塚1946他                             | 千葉県             | 昭和40年4月27日  |      |
| 15   | 県指定     | 記念物（史跡）           | 絹横穴群                         | 富津市絹                                       | 個人               | 昭和41年5月20日  |      |
| 16   | 県指定     | 記念物（史跡）           | 飯野陣屋濠跡                     | 富津市下飯野                                   | 個人               | 昭和42年3月7日   |      |
| 17   | 県指定     | 記念物（史跡）           | 大満横穴群                       | 富津市岩坂                                     | 個人               | 昭和55年2月22日  |      |
| 18   | 県指定     | 記念物（天然記念物）     | 環ノ大樟                         | 富津市東大和田12                               | 興源寺             | 昭和10年3月26日  |      |
| 19   | 県指定     | 記念物（天然記念物）     | 富津州海浜植物群落地             | 富津市富津2342-1他                             | 国・千葉県・富津市 | 昭和29年12月21日 |      |
| 20   | 県指定     | 記念物（天然記念物）     | 竹岡のオハツキイチョウ           | 富津市竹岡9                                    | 薬王寺             | 昭和40年4月27日  |      |
| 21   | 県指定     | 無形民俗文化財           | 吾妻神社の馬だし祭り             | 富津市西大和田・絹・中・岩瀬・上・近藤・八田沼 | 吾妻神社氏子       | 平成29年3月7日   |      |
| 22   | 国登録     | 登録有形文化財（建造物） | 宮醤油店店舗他                   | 富津市佐貫字西正石247                          | 個人               | 平成19年7月31日  | 9件  |
| 23   | 国登録     | 登録有形文化財（建造物） | 山静堂主屋                       | 富津市関尻字堂前483                            | 個人               | 平成19年7月31日  | 1件  |
| 24   | 国登録     | 登録有形文化財（建造物） | 鈴木家住宅主屋他                 | 富津市金谷字上原2288-1他                       | 個人               | 平成22年1月15日  | 5件  |
| 25   | 国登録     | 登録有形文化財（建造物） | 加藤家住宅主屋                   | 富津市笹毛字北舷1                              | 個人               | 平成24年8月13日  | 1件  |

## 著名な出身者
- 斉藤司（プロボクサー）
- 綾部貴淑（実業家、KIYOラーニング創業者・社長）
- 加地隆雄（実業家、元横浜DeNAベイスターズ球団会長）
- カジヒデキ（歌手）
- 西郷辰弘（実業家、薬王堂ホールディングス創業者・社長）
- 清水優人（プロボクサー）
- 鈴木環那（将棋女流棋士）
- 知野みさき（小説家）
- 中後淳（政治家、元衆議院議員、元富津市議会議員）
- 手嶌智（元プロ野球選手)
- 布引國太郎（元力士）
- 浜田幸一（タレント、政治家、元衆議院議員）
- 浜田靖一（政治家、衆議院議員、第6代防衛大臣）
- 平野雅章（食物史家）
- 藤平尚真（プロ野球選手）
- 古屋英夫（元プロ野球選手）
- 宮瀬博文（プロゴルファー）
- 保田圭（歌手、タレント、元モーニング娘。のメンバー、富津市観光親善大使）
- ゆかな（声優）[16]
- WaKaNa（SAX奏者、富津市観光親善大使）
- 渡邉洋一（農林水産官僚）

## 富津市を舞台とした作品

### ドラマ
・『さわやか3組』 （日本放送協会〔NHK〕、1987年4月 - 1988年3月） - 小学校道徳科第3・第4学年用の学校放送番組　市立湊小学校(当時)
- 鉄オタ道子、2万キロ - 第12話「千葉県・竹岡駅／潮の香り漂う駅」（2022年3月27日、テレビ東京）